# BK Avantis-Turība Riga
Le BK Avantis-Turība Riga (en letton : BK Avantis-Turība Rīga) est un club letton féminin de basket-ball appartenant à l'élite du championnat letton. Le club, basé dans la ville de Riga, participe également à la Ligue baltique féminine de basket-ball.

## Palmarès
- Champion de Lettonie : 2006

## Entraîneurs successifs
- Depuis ? : ?